# 穆罕默德·穆赫塔尔·哈提卜
穆罕默德·穆赫塔尔·哈提卜（阿拉伯语：‎；1942年—），苏丹政治家、工会活动家，现任苏丹共产党总书记。他是1978年加法尔·尼迈里政权时期苏丹技术联盟大罢工的领导人之一。